# Haide Opa
Haide Opa è un singolo della cantante bulgara Andrea, pubblicato il 9 novembre 2010 come estratto dal terzo album in studio Andrea.

## Cover
- La cantante croata Nikol Bulat ha pubblicato nel 2011 una cover del brano nella lingua croata, intitolata con lo stesso titolo.
- La cantante serba Milica Pavlović ha pubblicato nel 2012 una cover del brano nella lingua serba, intitolata Tango. Questa cover è stata inclusa nel suo album Govor tela.